# Arthur Sundbye
Arthur Trygve Sundbye (Oslo, 29 settembre 1879 – 9 dicembre 1949) è stato un ginnasta e multiplista statunitense.

## Carriera
Sundbye partecipò ai Giochi olimpici di Saint Louis 1904 nelle gare di triathlon e ginnastica. Giunse centonovesimo nel concorso generale individuale, centoottesimo nel triathlon e novantanovesimo nel concorso a tre eventi.